# Place Tony-Dreyfus
La place Tony-Dreyfus est une voie située dans le 10e arrondissement de Paris.

## Situation et accès
Elle est située à l'intersection entre la rue du Château-d'Eau et la rue Bouchardon, face au marché Saint-Martin.
Ce site est desservi par la station de métro Château d'Eau.

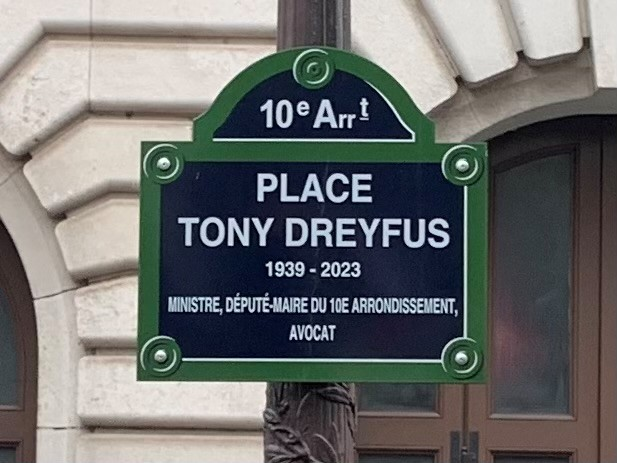
Plaque de la place Tony-Dreyfus.

## Origine du nom
Elle porte le nom de Tony Dreyfus (1939-2023), avocat, secrétaire d'État dans les gouvernements de Michel Rocard, maire du 10e arrondissement de Paris et député.

## Historique
La place prend son nom par délibération du Conseil de Paris du 15 décembre 2023.